# 1353 Maartje
(1353) Maartje (1935 CU) is een planetoïde in de planetoïdengordel tussen de planeten Mars en Jupiter.

## Geschiedenis
De planetoïde werd op 13 februari 1935 ontdekt door de astronoom Hendrik van Gent te Johannesburg en vernoemd naar Maartje (Nin) Maria Lindenburg Mekking (1924-2007), de dochter van Bernardus Clasinus Mekking (1903-1971). Deze was een collega van Van Gent, die werkzaam was op het Leids Observatorium.